# Didymodon lapponicus
Didymodon lapponicus là một loài Rêu trong họ Pottiaceae. Loài này được (Hedw.) Mitt. mô tả khoa học đầu tiên năm 1864.